# Kostel (Szlovénia)
Kostel (IPA: [kɔsˈteːl]) falu Szlovéniában Délkelet-Szlovénia régióban.

## Fekvése
A horvát határ közelében fekszik.

## Története
2002-ben 551 lakosából 550 szlovén volt.

## Gazdaság
A település területén található a Costella ásványvíz forrása és az azt palackozó üzem.